# Clearingnummer
Ett clearingnummer är de fyra eller fem siffror i början av många svenska bankkontons nummer som identifierar vilken bank (eller historiskt, vilket enskilt bankkontor) kontot är registrerat på. Svenska bankföreningen ansvarar för systemet.
Clearingnummer används bland annat i Sveriges riksbanks betalningssystem RIX, och av alla banker, för att ange till vilken bank och bankkontor en betalning ska adresseras. För att överföra pengar till ett bankkonto i en annan bank behövs ett clearingnummer. Bankkontonummer som inleds med clearingnummer följs av ett kontonummer, för 11 siffror totalt.  Svenska Handelsbanken, Swedbank, Sparbankerna och till viss del Nordea använder 8–10-siffriga kontonummer internt, och använder bara clearingnummer externt. Swedbanks och Sparbankernas clearingnummer har fem siffror, medan de andra bankerna använder fyra.